# Рајнска конфедерација
Рајнска конфедерација или Рајнски савез  је савез немачких држава, који је створио Наполеон. Савез је постојао од 1806. до 1813. године. 
Конфедерацију је од 16 немачких држава је створио прво Наполеон (1806), пошто је у бици код Аустерлица победио цара Светог римског царства Фрању II и руског цара Александра I Романова. После споразумом у Пресбургу настала је Рајнска конфедерација. Формално чланови конфедерације нису државе, него немачки кнежеви. Касније је у конфедерацију удружено још 19 држава, тако да је конфедерација имала 15 милиона поданика и представљала је значајну стратешку предност за Наполеонову Француску.

## Стварање
Под Наполеоновим покровитељством је 12. јула 1806, 16 немачких држава је формално напустило Свето римско царство и удружило се у Рајнску конфедерацију. Наполеон је био заштитник тог споразума. Под Наполеоновим ултиматумом 6. августа 1806, задњи цар Светог римског царства Франц II предао је своју круну и прогласио Свето римско царство распуштеним. Хабзбуршка династија је наставила владати Аустријским царством. Од Светог римског царства осим Аустрије су Пруска, Холштајн и Померанија остали ван оквира конфедерација, а западну страну Рајне је анектирала Француска.
Према споразуму о конфедерацији постојати ће заједнички орган, али појединачне државе су желеле неограничени суверенитет. У Светом римском царству постојао је феудални, иако номинални шеф државе, а то је био цар. У Конфедерацији најважнију функцију заузима Карл Теодор фон Далберг, који је био велики војвода Франкфурта на Мајни и Наполеонов најближи савезник. Називао се и први кнез Конфедерације. Скупштина конфедерације никада није сазвана. 
Чланови Рајнске конфедерације су били дужни да снабдевају Француску великим бројем војника. Као противуслугу за сарадњу поједини владари су добили виши статус. Баден, Хесен, Клев и Берг су проглашени великим војводствима, а Виртемберг и Баварска су постали краљевства. Када је Пруска 1806. изгубила рат против Француске тада се мноштво средњих и мањих држава прикључило Рајнској конфедерацији. Тако је 1808. савез имао 4 краљевства, 5 великих војводстава, 13 војводстава, 17 кнежевина и 3 слободна Ханза града (Хамбург, Либек и Бремен). Велики делови северозападне Немачке су 1810. постали део Француске да би се боље надзирао ембарго у трговини са Британијом, зван континентални систем. Након неуспешне Наполеонове инвазије Русије, неки чланови Рајнске конфедерације су 1813. почели мењати стране, па је Рајнска конфедерација распуштена.

## После
После распуштања Рајнске конфедерације 21. октобра 1813, створена је Немачка конфедерација. Немачке државе постале су независне Париским споразумом 30. маја 1814. године. Бечки конгрес је 1815. поново исцртао нову политичку мапу Европе. Направљене су само мање промене међунемачких граница. Немачка конфедерација се састојала од приближно истих држава као Рајнска конфедерација.